# Ronde van Frankrijk 1986
| Route van de Ronde van Frankrijk 1986. |                       |              |
| Eindklassement                         |                       |              |
| Algemeen klassement                    | Greg LeMond           | 110h 35' 19" |
| Tweede                                 | Bernard Hinault       | + 3' 10"     |
| Derde                                  | Urs Zimmermann        | + 10' 54"    |
| Vierde                                 | Andy Hampsten         | + 18' 44"    |
| Vijfde                                 | Claude Criquielion    | + 24' 36"    |
| Zesde                                  | Ronan Pensec          | + 25' 59"    |
| Zevende                                | Niki Rüttimann        | + 30' 52"    |
| Achtste                                | Álvaro Pino           | + 33' 00"    |
| Negende                                | Steven Rooks          | + 33' 22"    |
| Tiende                                 | Yvon Madiot           | + 33' 27"    |
| Rode Lantaarn                          | Ennio Salvador (132e) | + 2h 55' 51" |
| Puntenklassement                       | Eric Vanderaerden     | 277 punten   |
| Tweede                                 | Jozef Lieckens        | 232 punten   |
| Derde                                  | Bernard Hinault       | 210 punten   |
| Bergklassement                         | Bernard Hinault       | 351 punten   |
| Tweede                                 | Luis Herrera          | 270 punten   |
| Derde                                  | Greg LeMond           | 265 punten   |
| Jongerenklassement                     | Andy Hampsten         | 110h 54' 03" |
| Tweede                                 | Ronan Pensec          | + 7' 15"     |
| Derde                                  | Jean-François Bernard | + 17' 01"    |
| Ploegenklassement                      | La Vie Claire         | -            |
| Tweede                                 | Peugeot-Shell         | -            |
| Derde                                  | Système U             | -            |

De 73e editie van de Ronde van Frankrijk ging van start op van start op 4 juli 1986 in Boulogne-Billancourt. Hij eindigde op 27 juli in Parijs. Er stonden 208 renners verdeeld over 23 ploegen aan de start.
- Aantal ritten: 23
- Totale afstand: 4094 km
- Gemiddelde snelheid: 37.020 km/h
- Aantal deelnemers: 208
- Aantal uitgevallen: 76

## Belgische en Nederlandse prestaties
In totaal namen er 32 Belgen en 19 Nederlanders deel aan de Tour van 1986.

### Belgische etappezeges
- Pol Verschuere won de 1e Etappe van Nanterre naar Sceaux
- Ludo Peeters won de 7e Etappe van Cherbourg naar Saint-Hilaire du Harcouët
- Eddy Planckaert won de 8e Etappe van Saint-Hilaire du Harcouët naar Nantes
- Rudy Dhaenens won de 11e Etappe van Futuroscope naar Bordeaux
- Frank Hoste won de 15e Etappe van Carcassonne naar Nîmes

### Nederlandse etappezeges
- Johan van der Velde won de 5e Etappe van Evreux naar Villers-sur-Mer

## Etappe-overzicht
| datum   | etappe  | route                                    | afstand  | winnaar               | gele trui            |
| ------- | ------- | ---------------------------------------- | -------- | --------------------- | -------------------- |
| 4 juli  | Proloog | Boulogne-Billancourt (ITT)               | 4,6 km   | Thierry Marie         | Thierry Marie        |
| 5 juli  | 1       | Nanterre - Sceaux                        | 85 km    | Pol Verschuere        | Alex Stieda          |
|         | 2       | Saint-Quentin-en-Yvelines - Meudon (TTT) | 56 km    | Système U             | Thierry Marie        |
| 6 juli  | 3       | Levallois-Perret - Liévin                | 214 km   | Davis Phinney         | Thierry Marie        |
| 7 juli  | 4       | Liévin - Évreux                          | 243 km   | Pello Ruiz Cabestany  | Dominique Gaigne     |
| 8 juli  | 5       | Évreux - Villers-sur-Mer                 | 124,5 km | Johan van der Velde   | Johan van der Velde  |
| 9 juli  | 6       | Villers-sur-Mer - Cherbourg              | 200 km   | Guido Bontempi        | Johan van der Velde  |
| 10 juli | 7       | Cherbourg - Saint-Hilaire-du-Harcouët    | 201 km   | Ludo Peeters          | Jørgen Vagn Pedersen |
| 11 juli | 8       | Saint-Hilaire-du-Harcouët - Nantes       | 204 km   | Eddy Planckaert       | Jørgen Vagn Pedersen |
| 12 juli | 9       | Nantes - Nantes (ITT)                    | 61,5 km  | Bernard Hinault       | Jørgen Vagn Pedersen |
| 13 juli | 10      | Nantes - Futuroscope                     | 183 km   | José Ángel Sarrapio   | Jørgen Vagn Pedersen |
| 14 juli | 11      | Poitiers - Bordeaux                      | 258,5 km | Rudy Dhaenens         | Jørgen Vagn Pedersen |
| 15 juli | 12      | Bayonne - Pau                            | 217,5 km | Pedro Delgado         | Bernard Hinault      |
| 16 juli | 13      | Pau - Superbagnères                      | 186 km   | Greg LeMond           | Bernard Hinault      |
| 17 juli | 14      | Luchon - Blagnac                         | 154 km   | Niki Rüttimann        | Bernard Hinault      |
| 18 juli | 15      | Carcassonne - Nîmes                      | 225,5 km | Frank Hoste           | Bernard Hinault      |
| 19 juli | 16      | Nîmes - Gap                              | 246,5 km | Jean-François Bernard | Bernard Hinault      |
| 20 juli | 17      | Gap - Col du Granon                      | 190 km   | Eduardo Chozas        | Greg LeMond          |
| 21 juli | 18      | Briançon - l'Alpe d'Huez                 | 162,5 km | Bernard Hinault       | Greg LeMond          |
| 22 juli | Rustdag | Rustdag                                  | Rustdag  | Rustdag               | Rustdag              |
| 23 juli | 19      | Villard-de-Lans - Saint-Étienne          | 179,5 km | Julián Gorospe        | Greg LeMond          |
| 24 juli | 20      | Saint-Étienne - Saint-Étienne (ITT)      | 58 km    | Bernard Hinault       | Greg LeMond          |
| 25 juli | 21      | Saint-Étienne - Le Puy-de-Dôme           | 190 km   | Erich Mächler         | Greg LeMond          |
| 26 juli | 22      | Clermont-Ferrand - Nevers                | 196 km   | Guido Bontempi        | Greg LeMond          |
| 27 juli | 23      | Cosne-sur-Loire - Parijs                 | 246,5 km | Guido Bontempi        | Greg LeMond          |

 winnaars gele trui · 
 puntenklassement · 
 bergklassement · 
 jongerenklassement · 
 tussensprintklassement · 
 combinatieklassement · 
 ploegenklassement · 
 strijdlust · 
rode lantaarn
records · meeste deelnames · ranglijst etappewinnaars · bekende beklimmingen · valpartijen · dopinggevallen · Grand Départ · Souvenir Henri Desgrange
1903 · 
1904 · 
1905 · 
1906 · 
1907 · 
1908 · 
1909 · 
1910 · 
1911 · 
1912 · 
1913 · 
1914 ·
1915 ·
1916 ·
1917 ·
1918 · 
1919 · 
1920 · 
1921 · 
1922 · 
1923 · 
1924 · 
1925 · 
1926 · 
1927 · 
1928 · 
1929 · 
1930 · 
1931 · 
1932 · 
1933 · 
1934 · 
1935 · 
1936 · 
1937 · 
1938 · 
1939 · 
1940 ·
1941 ·
1942 ·
1943 ·
1944 ·
1945 ·
1946 ·
1947 · 
1948 · 
1949 · 
1950 · 
1951 · 
1952 · 
1953 · 
1954 · 
1955 · 
1956 · 
1957 · 
1958 · 
1959 · 
1960 · 
1961 · 
1962 · 
1963 · 
1964 · 
1965 · 
1966 · 
1967 · 
1968 · 
1969 · 
1970 · 
1971 · 
1972 · 
1973 · 
1974 · 
1975 · 
1976 · 
1977 · 
1978 · 
1979 · 
1980 · 
1981 · 
1982 · 
1983 · 
1984 · 
1985 · 
1986 · 
1987 · 
1988 · 
1989 · 
1990 · 
1991 · 
1992 · 
1993 · 
1994 · 
1995 · 
1996 · 
1997 · 
1998 · 
1999 · 
2000 · 
2001 · 
2002 · 
2003 · 
2004 · 
2005 · 
2006 · 
2007 · 
2008 · 
2009 · 
2010 · 
2011 · 
2012 · 
2013 · 
2014 · 
2015 · 
2016 · 
2017 · 
2018 · 
2019 ·
2020 · 
2021 · 
2022 · 
2023 · 
2024 · 
2025